# Arnebia rechingeri
Arnebia rechingeri là loài thực vật có hoa trong họ Mồ hôi. Loài này được Riedl mô tả khoa học đầu tiên năm 1971 publ. 1972.